# Agta Record
Agta Record SA, dont le siège est à Fehraltorf, est un fabricant suisse d'automatismes pour portes d’envergure internationale. Ce groupe présent dans plus de 50 pays développe, produit et distribue des installations de portes automatiques pour les personnes et les passages industriels.

## Principales productions
On trouve parmi celles-ci des portes coulissantes, des portes pliantes, des portes coulissantes rondes, des portes coulissantes d’angle, des portes battantes, des portes de sécurité, des portes anti-feu, des portes tourniquets ainsi que les systèmes correspondants de systèmes de gestion des capteurs et des portes.

## Emploi
Agta Record SA emploie 2495 collaborateurs et a réalisé en 2016 un chiffre d’affaires de 351,9 millions d’euros. Les actions d’Agta Record SA sont notées à la bourse parisienne Euronext, dans la section étrangère. Les héritiers du fondateur détiennent 36 pour cent de l’entreprise.

## Histoire
Agta Record SA a été fondée en 1953 par l’ingénieur Helmut Heinz Bunzl en tant qu’entreprise individuelle. C’est lui qui a développé à l’époque le premier entraînement destiné à une porte battante et, en 1958, la première porte coulissante automatique pour personnes. De nombreux systèmes de portes ont suivi par la suite. En 1967, Bunzl a transformé sa société en l’Aktiengesellschaft für Türautomation (société par actions pour l’automatisation des portes), qui est devenue en 1998, à l’occasion de son introduction en bourse, Agta Record SA.

## Actionnaires
Au 20 avril 2019[réf. incomplète].
| Nom                         | Actions   | %       |
| Agta Finance (holding)      | 7 166 890 | 54,4%   |
| Assa Abloy                  | 5 140 044 | 39,0%   |
| Lazard Frères Gestion       | 74 849    | 0,57%   |
| The Lt Funds                | 50 006    | 0,38%   |
| agta record                 | 49 334    | 0,37%   |
| Rothschild Asset Management | 5 500     | 0,042%  |
| Hogep Hoche Gestion Privée  | 273       | 0,0021% |